# 17131 Paulazhu
A 17131 Paulazhu (ideiglenes jelöléssel (17131) 1999 JL80) a Naprendszer kisbolygóövében található aszteroida. A LINEAR projekt keretében fedezték fel 1999. május 12-én.